# A Game of Wits
Pour plus de détails, voir Fiche technique et Distribution.
A Game of Wits est un film muet américain, réalisé par Henry King, sorti en 1917.

## Synopsis
Jeanette Browning entend que Silas Stone, un vieux renard de Wall Street, la demande en mariage à son père en paiement de ses dettes, ce qui le sauverait de la ruine. Contre son accord, son père reçoit un chèque.
Elle conçoit alors un plan pour que ce soit Stone qui rompe leurs fiançailles et qu'elle puisse ainsi le poursuivre pour cela. Stone est invité à la montagne chez les Brownings, et Jeanette joue la force de sa jeunesse contre l'âge avancé du vieil homme. Après l'avoir épuisé avec des danses, des dîners à minuit, de la natation et de l'équitation, Jeanette joue sa carte maîtresse  en présentant à Stone son frère Larry, la honte de la famille, atteint d'une folie dont elle aurait hérité elle aussi. Horrifié, Stone tente de s'enfuir mais est rattrapé par Larry. Jeanette feint le désespoir et menace de l'attaquer en justice pour rupture de fiançailles. Après que Stone a soigné ce désespoir avec un chèque de 100 000 $, Jeanette se confesse à son père : Larry est en fait son amoureux qu'elle a utilisé pour tromper le vieil homme rusé.

## Fiche technique
- Titre original : A Game of Wits
- Réalisation : Henry King
- Scénario : Daniel F. Whitcomb
- Photographie : John F. Seitz
- Société de production : American Film Company
- Société de distribution : Mutual Film Corporation
- Pays d’origine :  États-Unis
- Langue : anglais
- Format : Noir et blanc - 35 mm - 1,37:1 - Muet
- Genre : comédie
- Durée : 5 bobines
- Date de sortie :
  - États-Unis : 5 novembre 1917

## Distribution
- Gail Kane : Jeanette Browning
- George Periolat : Cyrus Browning
- Spottiswood Aitken : Silas Stone
- Lewis J. Cody : Larry Caldwell